# 契皮瓦鎮區 (密歇根州米科斯塔縣)
契皮瓦鎮區（英語：Chippewa Township）是位於美國密歇根州米科斯塔縣的一個行政鎮區。

## 地方資料
契皮瓦鎮區的面積為92.60平方千米，當中陸地面積為85.40平方千米，而水域面積為6.20平方千米。根據2020年美國人口普查的數據，當地共有人口1227人，而人口密度為每平方千米13.25人。